# 科德利埃教堂 (南锡)

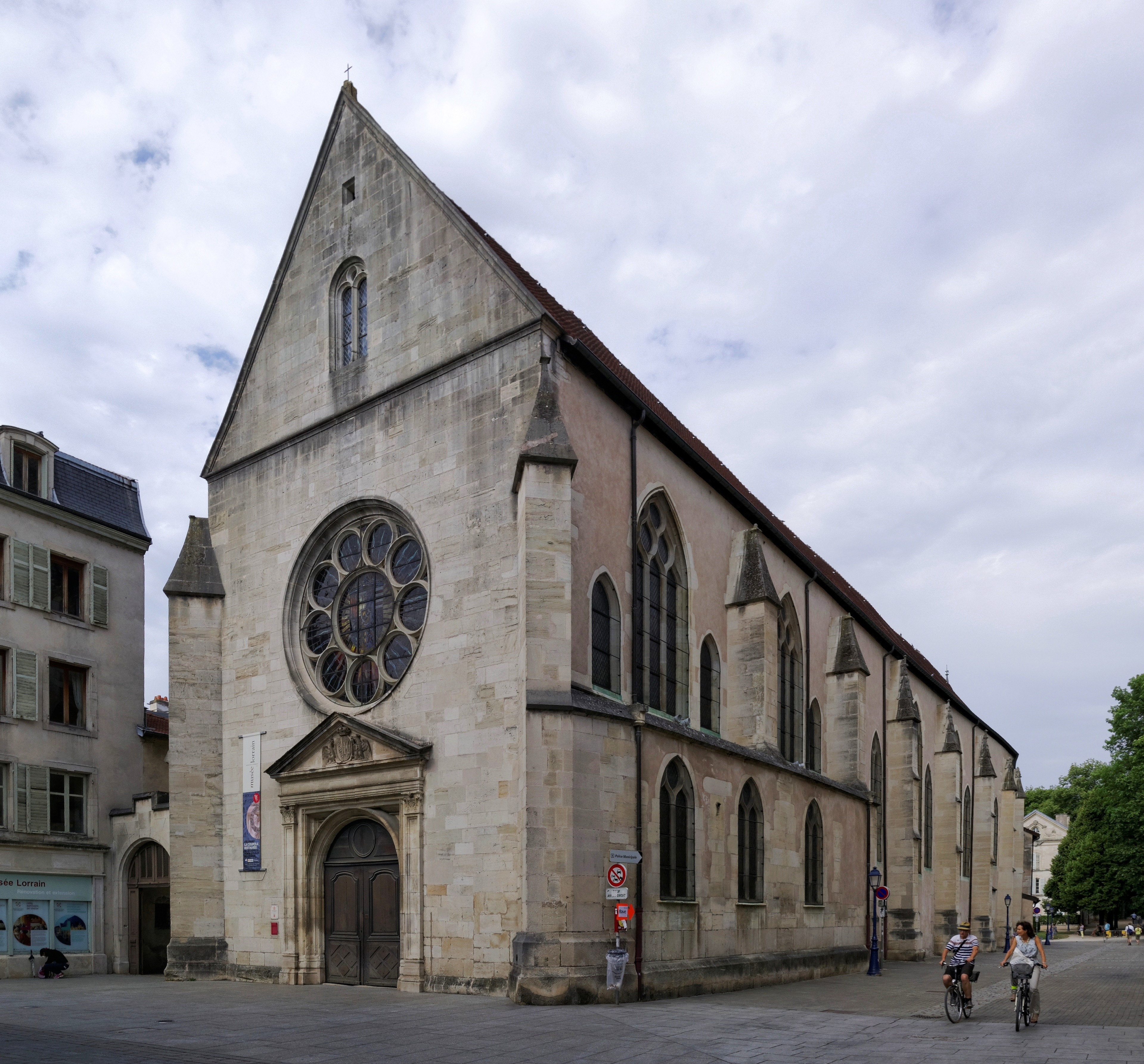
科德利埃教堂

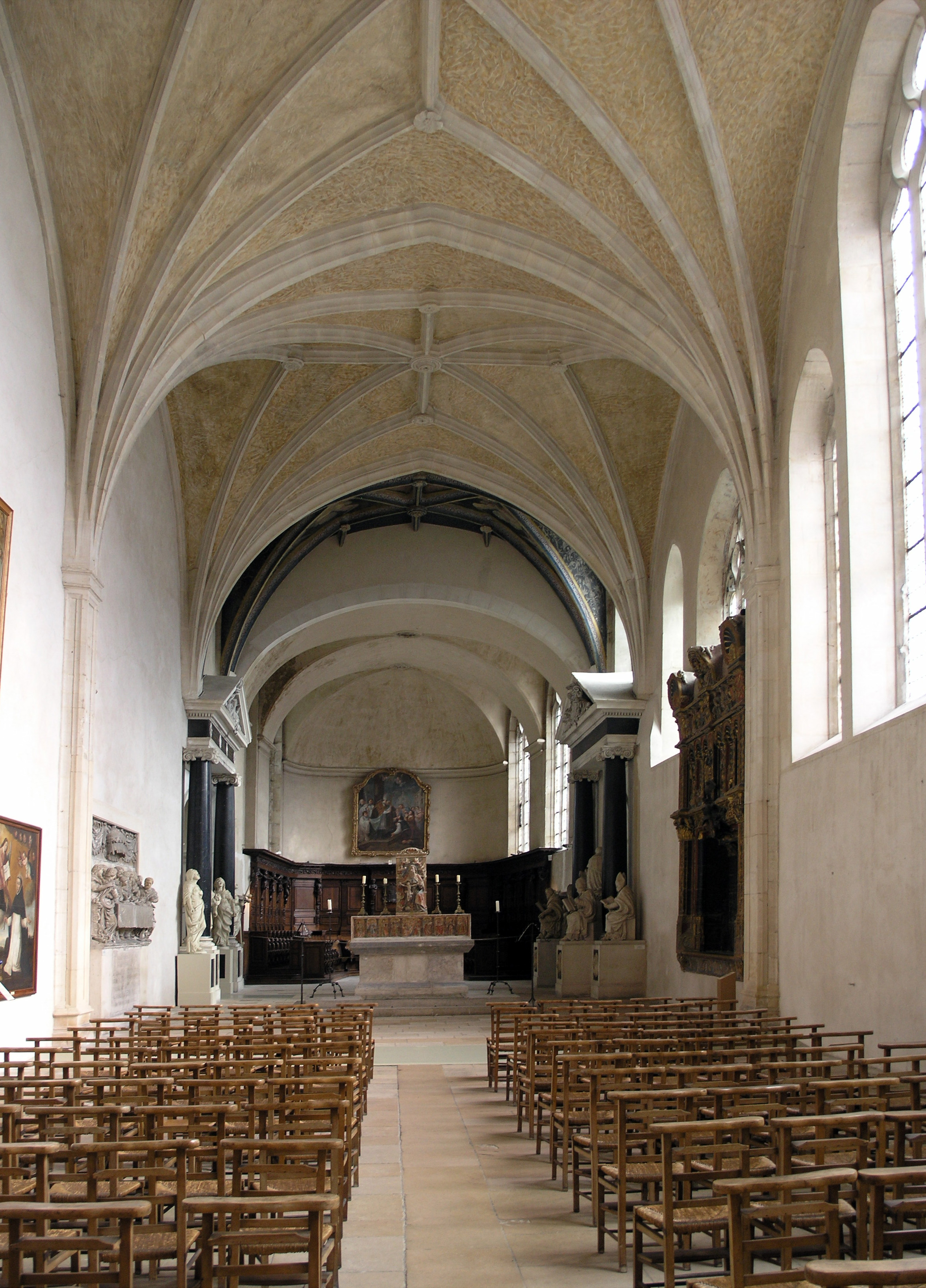
内部

科德利埃教堂（法语：Église des Cordeliers de Nancy）是法国洛林南锡的一座教堂。

## 历史
该堂由洛林公爵勒內二世修建于南锡战役自己后，是方济各会修道院的一部分，毗邻洛林公爵宫。1487年祝圣。修道院由于得到公爵的资助，与洛林王朝联系密切，家族许多成员安葬于此。 
奥地利的玛丽·安托瓦内特在前往巴黎与她未来的丈夫路易十六结婚的途中，曾在这里停留，进堂祈祷。奥地利皇帝弗朗茨·约瑟夫一世也在1867年来到这里祈祷。 
1951年5月10日，奥匈帝国皇位继承人奥托·冯·哈布斯堡在此与萨克森-迈宁根的瑞吉纳公主结婚。2001年他们金婚纪念时又回到这里。2011年7月9日，在此举行了一场安魂弥撒，纪念皇太子的去世。
每年10月第三个星期六，圣埃普夫尔圣殿的神父都在科德利埃教堂为洛林公爵家族做弥撒。